# Vrzi mamo z vlaka
Vrzi mamo z vlaka (izvirno Throw Momma from the Train) je črna komedija iz leta 1987. Ustvarjalci so idejo dobili pri filmu Alfreda Hitchcocka Tujec na vlaku iz leta 1951. Naslov filma sicer prihaja iz glasbene uspešnice iz leta 1956 Mama From the Train (A Kiss, A Kiss), ki jo je izvajala Patti Page in spisal Irving Gordon.
Režisersko palico je prevzel Danny DeVito, ki je odigral tudi eno od glavnih vlog. V filmu so nastopili še Billy Crystal, Anne Ramsey, Kim Greist, Rob Reiner, Branford Marsalis in Kate Mulgrew. Manjšo zvočno vlogo je imela tudi Oprah Winfrey. Kritiki so filmu dajali večinoma mešane ali pozitivne ocene. Finančno gledano je film presegel pričakovanja in se izkazal za komercialni uspeh. Od igralcev je največ pohval za svojo igro prejela Anne Ramsey. Ramseyjeva je za upodobitev gospe Lift prejela tudi nominacijo za oskarja za najboljšo žensko stransko vlogo.

## Vsebina
Film spremlja odnos med glavnima likoma, Larryjem Donnerjem (igra ga Billy Crystal) in Owenom Liftom (igra ga Danny DeVito). Larry je neuspešni pisatelj, ki na lokalni šoli vodi tečaj kreativnega pisanja. Za njim je neprijetna izkušnja, ko mu je bivša žena ukradla knjigo in z njo iztržila milijone. Larry je zavoljo te izkušnje zafrustriran, kar vpliva tudi na njegovo razmerje z najnovejšo partnerko Beth (igra jo Kim Greist). Owen na drugi strani doživlja hude travme s strani ostarele mame, za katero mora skrbeti 24 ur na dan. Ona mu to skrb vrača s stalnim nadlegovanjem in Owen se sčasoma odloči, da jo bo umoril. Po nekaj neuspešnih poskusih ugotovi, da nima poguma za kaj takega.
Nasvet se odloči poiskati ravno pri Larryju, ki je pri literarnem ustvarjanju njegov mentor. Larry z Owenovimi pisateljskimi poskusi sploh ni zadovoljen in mu vsakokrat našteje vsaj pet elementov, ki v Owenovi zgodbi manjkajo. Owena neuspeh ne potolče in še nekajkrat se obrne na Larryja. Ta mu naposled pove, da naj se po navdih odpravi v kino pogledat kak Hitchcockov film. Owen to res stori in si ogleda film Tujec na vlaku, kjer glavna lika skujeta načrt, kako bosta eden drugemu umorila nezaželeni osebi in s tem eden drugemu priskrbela alibi. Vsaj v teoriji se tako oba lika znajdeta v situaciji, ko imata ob umoru sorodnika močan motiv in še trdnejši alibi, ter jo tako oba odneseta brez kazni.
Owen film hitro poveže z realnostjo, saj je vedel za Larryjevo frustracijo glede bivše žene. Preko predhodnega pogovora tako sklepa, da mu je Larry naročil ubiti svojo bivšo ženo in da bo Larry nato poskrbel za njegovo mamo. Owen se tako odpravi na Havaje v vilo Larryjeve bivše soproge Margaret. Ko mu ona uide na ladjo za Maui, ji on sledi in v nekem trenutku potisne z ladje v morje. V dokaz svojega zločina domov odnese njen uhan. Ob prihodu domov o svojem dejanju obvesti Larryja, ki je ob novici zgrožen in šokiran ter o domnevnem dogovoru seveda ne ve ničesar. Zmedeno obišče prijatelja in nato še Beth, nakar se odloči začasno preseliti k Owenu in njegovi mami.
Ko novica o Margaretinem izginotju obkroži javnost, na policijski postaji odprejo preiskavo in se odločijo poiskati Larryja. Slednjega nikjer ne najdejo, tako da se pogovorijo le z učenci s tečaja kreativnega pisanja in Larryjevimi prijatelji in sorodniki. Medtem Owen Larryju naloži nalogo ubiti nadležno mamo, kar Larry sprva zavrne. Po izkustvu njene nadležnosti le privoli in Owen se odpravi na kegljanje (alibi), tako da dobi Larry proste roke, da izvrši svoj del dogovora. Res se tako z blazino spravi nad Owenovo mamo, a v kritičnem trenutku odneha in je ne zaduši. Ob Owenovem prihodu s kegljanja hišo obiščejo policisti in Owen v svojem razočaranju, ker Larry ni zmogel ubiti njegove mame, skoraj preda svojega »pajdaša.« To se vendarle ne zgodi in Larry dobi še eno priložnost, da ubije mamo - tako da jo porine skozi vrata, na katero ona običajno obesi svoj plašč pred večerno kopeljo. Ko Larry preizkusi vrata, se ta odprejo in skupaj z njimi oddrsi po stopnicah navzdol. Ob pristanku se udari v blazino in pri tem izgubi zavest. Ko se Owen vrne s kegljanja, mu mama pove o prijateljevi smrti.
Owen v šoku pograbi trobento in zatuli v mamino uho, kar je na njegovo žalost ne ubije, temveč jo zgolj ujezi in istočasno iz nezavesti zbudi Larryja. Ko nato Owenova mama pri poročilih zagleda Larryjev obraz, pokliče policijo in jo obvesti o Larryjevi lokaciji. Larryju ne preostane drugega, kot da hitro odide in se vkrca na vlak za Mehiko. Pridružita se mu tudi Owen in mama in vsi trije si poiščejo svoj kupe. Mamino obnašanje znova načne Larryjeve živce in vrh napetosti nastopi, ko mu ona poda nasvet glede pisanja. Larry se jo odloči umoriti, a mu ona prej pobegne iz kupeja in po begu skozi dva vagona skoraj pade ven. V kriznem trenutku jo reši Larry, kar pa ona ne vidi, saj takoj pristane v Owenovem naročju. Gospa Lift je na Larryja še vedno jezna in ga brcne, tako da ta pade z vlaka in si pri tem zlomi nogo.
Med okrevanjem v bolnišnici Larry izve, da je Margaret živa in zdrava in da je zgolj padla v vodo. Po padcu jo je našel nek polinezijski ribič, s katerim se je par dni kasneje že zaročila. Larryjevo nezadovoljstvo je še večje, ko Margaret javnost obvesti o prodaji filmskih pravic za svojo oziroma Larryjevo knjižno uspešnico. Leto kasneje si je Larry že opomogel od frustracije glede Margaret in premostil večletno pisateljsko blokado, tako da je skoraj že dokončal svoj nov roman Vrzi mamo z vlaka. V tem času ga obišče prav Owen, ki mu je mama ravno umrla - naravne smrti. Owen med drugim pove, da je tudi on napisal knjigo o njunih doživetjih in Larry povsem pobesni, ko spozna, da mu je že drugo knjižno uspešnico ukradel nekdo drug. Owen svojo knjigo v zadnjem hipu, preden bi ga Larry zadavil, dvigne v zrak in mu jo pokaže. Izkaže se, da je Owenova knjiga zgolj otroška slikanica in da sploh ne povzema njunih doživljajev glede morilskega dogovora. Larry začuti olajšanje in film se zaključi s srečnim prizorom na idilični plaži, kjer sončne žarke uživajo Owen, Larry in Beth. Tako Owenova kot Larryjeva knjiga postane komercialni uspešnici in oba postaneta uveljavljena pisatelja.

## Igralska zasedba
| - Billy Crystal - Larry - Danny DeVito - Owen Lift - Anne Ramsey - gospa Lift - Kim Greist - Beth - Kate Mulgrew - Margaret - Branford Marsalis - Lester | - Rob Reiner - Joel - Bruce Kirby - detektiv DeBenedetto - Joey DePinto - narednik - Raye Birk - Pinsky - Oprah Winfrey - Oprah Winfrey - Stu Silver - ribič Ramon |